# Eumacepolus yemensis
Eumacepolus yemensis is een vliesvleugelig insect uit de familie Pteromalidae. De wetenschappelijke naam is voor het eerst geldig gepubliceerd in 2006 door Narendran.